# Верхний Вочес
Ве́рхний Во́чес — река в России, протекает в Архангельской области. Устье реки находится в 164 км по правому берегу реки Виледь. Длина реки составляет 42 км, площадь водосборного бассейна 95 км².
Верхний Вочес начинается на юге Ленского района Архангельской области, затем входит на территорию Вилегодского района. Течение у реки довольно спокойное, небольшое падение и уклон. Река, в основном, течёт на юго-запад. В среднем течении реку пересекает мост автодороги «Урдома — Витюнино».

## Данные водного реестра
По данным государственного водного реестра России относится к Двинско-Печорскому бассейновому округу, водохозяйственный участок реки — Вычегда от города Сыктывкар и до устья, речной подбассейн реки — Вычегда. Речной бассейн реки — Северная Двина.
Код объекта в государственном водном реестре — 03020200212103000024556.